# Жовторосія

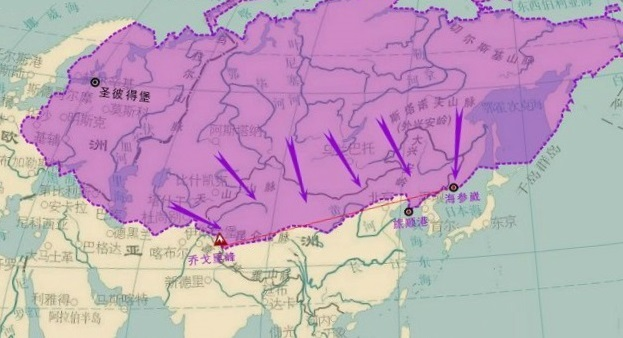
Жовторосія

Жовторо́сія (рос. Желторо́ссия) — колоніальний проект Російської імперії, який розглядався на рубежі кінця XIX — початку XX століть.
Передбачалося відторгнення від знесиленого Цінського Китаю частини його північно-східних територій, зокрема Маньчжурії з Харбіном і Порт-Артуром, і їх русифікація, як шляхом переселення російських козаків і селян, так і внаслідок масового навернення місцевого китайського населення в православ'я.
Поняття «жовта Росія» вперше використав журналіст Ілля Левітов, який писав: «Під жовтою Росією я маю на увазі простір, в якому російський елемент змішується з жовтою расою, особливо той, що простягається від озера Байкал до Тихого океану. Цей простір ніби ізольований від Росії і має з нею щось спільне».
А. М. Безбородов, колишній радник Миколи ІІ, придумав ідею перетворення Кореї у Жовторосію і представив план цього заходу.